# Isola di Levanevsky
L'isola di Levanevsky (in russo Остров Леваневского, ostrov Levanevskogo) è un'isola russa nell'Oceano Artico che fa parte della Terra di Zichy nell'arcipelago della Terra di Francesco Giuseppe.

## Geografia
Isola di Levanevsky si trova nella parte nord della Terra di Zichy, 1,8 km a sud dell'isola di Harley e ad ovest dell'isola di Jackson; ha una forma allungata, con una lunghezza di circa 1,7 km, e una larghezza di 500 m; la sua altezza massima è di 27 m.

## Storia
L'isola fu avvistata per la prima volta dalla spedizione Jackson-Harmsworth del 1894-1897 e fu chiamata Neale in onore di William Neale. In epoca sovietica fu ribattezzata in onore del pilota sovietico di origine polacca Levanevskij (in polacco: Zygmunt Lewoniewski) disperso mentre sorvolava il Polo Nord (nel 1937).